# Eli Guttman

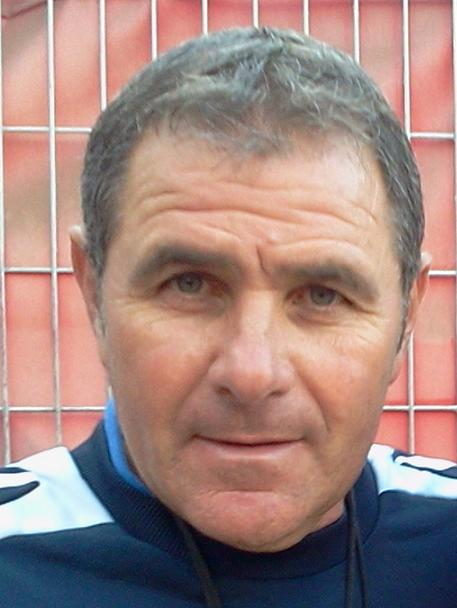
Eli Guttman

Eli Guttman (en hebreo: אלי גוטמן, nacido el 24 de febrero de 1958) es un exfutbolista israelí y actual entrenador de Hapoel Tel Aviv.

## Carrera
Ganó su primera copa en 1997, ganando la Copa del Estado de Israel con el Hapoel Be'er Sheva. Entrenó al Hapoel Haifa durante la temporada 1998-99, en la que el club ganó su primer título de Liga Leumit. 
En 2001 fue nombrado entrenador del Hapoel Petah Tikva. En la temporada 2001-02 el equipo terminó sexto. Guttman renunció en mayo inmediatamente después de la conclusión de la temporada. Más tarde regresó al Hapoel Beer Sheva,y más tarde pasó dos años como entrenador en el Enosis Neon Paralimni.
Al comienzo de la temporada 2006-07 se convirtió en entrenador del Maccabi Netanya, pero fue despedido en enero de 2007 después de una disputa con el capitán del equipo Liran Strauber.
Desde febrero de 2007 hasta principios de diciembre de 2007 entrenó al AEL Limassol antes de unirse a Hapoel Tel Aviv como sucesor de Guy Luzon. Ayudó al equipo del descenso de escape, aumentando gradualmente hasta que el equipo ganó el doble israelí.Ganó el Campeonato y la Copa del Estado de Israel en 2010. En mayo de 2011, después de ganar la Copa de 2011 del Estado de Israel, dejó el Hapoel Tel Aviv.
El 27 de diciembre de 2011, fue nombrado entrenador de la selección nacional de fútbol de Israel.
- Datos: Q2916677
- Multimedia: Eli Guttman / Q2916677